# Mitovi i legende o kralju Elvisu
Mitovi i legende o kralju Elvisu je prvi studijski album sastava Elvis J. Kurtović & His Meteors iz 1984. godine u izdanju diskografske kuće RTV Ljubljana. Album je snimljen u studiju "Akvarijus". Kao gost na albumu pojavljuje se Margita Stefanović, klavijaturistica sastava EKV. Album je napravljen u duhu Novog primitivizma kao “tematska radijska emisija” posvećena “najvećoj zvijezdi Rock’n'Rolla, Elvisu J. Kurtoviću”. Nakon svake pjesme slijedi "Intro" tj. čitanje Elvisove "biografije” i navodni glazbeni razvoj ove “rock legende”. Obrađene pjesme s albuma su “Honky Tonk Woman” od The Rolling Stones pod nazivom “Baščaršy Hanumen” i obrada pjesme “Pinball Wizard“ sastava The Who pod nazivom “Ćiza wizzard”. Sve tekstove napisao je Elvis J. Kurtović.

## Popis pjesama
1. Mala glupača
2. In our country
3. Baščaršy hanumen
4. Kad se babo vrati kući pijan
5. Ćiza wizzard
6. Djevojka bez činela
7. Supermen
8. Magi's farm
9. Folk reping

## Članovi sastava
- Elvis J. Kurtović - vođa sastva, tekstopisac i povremeni vokal
- Goran Petranović "Rizo" - vokal
- Dražen Ričl "Zijo" - gitara
- Radomir Gavrilović "Hare" - bubnjar
- Nermin Dedić "Fićo" - bas
- Zoran Degan "Poka" - klavijature